# Daniel Biveson
Daniel Biveson (* 16. Dezember 1976 in Lidingö) ist ein ehemaliger schwedischer Snowboarder.

## Werdegang
Biveson fuhr zu Beginn der Saison 1996/97 in Tignes erstmals im Snowboard-Weltcup der FIS und belegte dabei den 71. Platz im Parallelslalom und den 50. Rang im Riesenslalom. In der Saison 1997/98 errang er in Sölden mit dem siebten Platz im Parallelslalom seine erste Top-zehn-Platzierung sowie mit dem zweiten Platz im Snowboardcross in Sestriere seine erste Podestplatzierung im Weltcup und erreichte damit zum Saisonende den 14. Platz im Gesamtweltcup sowie den zweiten Rang im Snowboardcross-Weltcup. Bei den Snowboard-Weltmeisterschaften 1999 in Berchtesgaden nahm er an vier Wettbewerben teil. Seine beste Platzierung dabei war der 20. Platz im Snowboardcross. Nachdem er in der Saison 1998/99 und 1999/2000 meist Platzierungen im Mittelfeld belegt hatte, kam er in der Saison 2000/01 im Weltcup achtmal unter die ersten zehn. Dabei wurde er in Tignes sowie in Gstaad jeweils Dritter im Riesenslalom und in Sapporo Zweiter im Parallel-Riesenslalom. Beim Saisonhöhepunkt, den Snowboard-Weltmeisterschaften 2001 in Madonna di Campiglio, gewann er die Silbermedaille im Parallelslalom. Zudem fuhr er dort auf den 77. Platz im Riesenslalom und auf den vierten Rang im Parallel-Riesenslalom. Die Saison beendete er jeweils auf dem 12. Platz im Gesamtweltcup und im Parallelslalom-Weltcup sowie auf dem fünften Rang im Riesenslalom-Weltcup. In der Saison 2001/02 holte er im Parallelslalom in Ischgl und im Parallel-Riesenslalom in Tandådalen seine ersten Weltcupsiege. Zudem errang er in Ruka den zweiten Platz im Parallelslalom und erreichte damit den zehnten Platz im Parallel-Weltcup sowie den vierten Rang im Parallelslalom-Weltcup. Bei seiner ersten Olympiateilnahme im Februar 2002 in Salt Lake City wurde er Elfter im Parallel-Riesenslalom.
Nach Platz vier in Valle Nevado im Parallel-Riesenslalom zu Beginn der Saison 2002/03, kam Biveson im Parallelslalom jeweils einmal auf den dritten, zweiten und ersten Platz und erreichte damit den achten Platz im Parallel-Weltcup. Bei den Snowboard-Weltmeisterschaften 2003 am Kreischberg belegte er den 22. Platz im Snowboardcross, den 19. Rang im Parallelslalom und den 11. Platz im Parallel-Riesenslalom. In der Saison 2003/04 errang er mit zehn Top-zehn-Platzierungen, darunter drei dritte Plätze sowie einen zweiten Platz, den sechsten Platz im Parallel-Weltcup. In der folgenden Saison wurde er Zehnter im Parallel-Weltcup. Dabei errang er im Parallel-Riesenslalom in Tandådalen den dritten Platz. Beim Saisonhöhepunkt, den Snowboard-Weltmeisterschaften 2005 in Whistler, fuhr er auf den 28. Platz im Parallel-Riesenslalom und auf den zehnten Rang im Parallelslalom. In der Saison 2005/06 holte er im Parallel-Riesenslalom in Furano seinen vierten und damit letzten Weltcupsieg und belegte zum Saisonende den 12. Platz im Gesamtweltcup sowie zehnten Rang im Parallel-Weltcup. Bei den Olympischen Winterspielen 2006 in Turin errang er den 16. Platz im Parallel-Riesenslalom.
Nach einer schwächeren Saison 2006/07, wo Biveson den 19. Platz im Parallel-Weltcup sowie bei den Snowboard-Weltmeisterschaften 2007 in Arosa den 31. Platz im Parallelslalom und den 14. Rang im Parallel-Riesenslalom belegte, kam er in der Saison 2007/08 im Weltcup siebenmal unter die ersten zehn, darunter zweimal auf den zweiten Platz im Parallel-Riesenslalom und wurde damit Zwölfter im Gesamtweltcup sowie Siebter im Parallel-Weltcup. In der Saison 2008/09 belegte er mit sechs Top-zehn-Platzierungen den 14. Platz im Gesamtweltcup und den neunten Rang im Parallel-Weltcup. Beim Saisonhöhepunkt, den Snowboard-Weltmeisterschaften 2009 in Gangwon, errang er im Parallelslalom sowie im Parallel-Riesenslalom jeweils den 14. Platz. In seiner letzten aktiven Saison 2009/10 fuhr er bei den Olympischen Winterspielen 2010 in Vancouver auf den 14. Platz im Parallel-Riesenslalom sowie belegte im März 2010 in La Molina bei seinem 215. und damit letzten Weltcup den 29. Platz im Parallel-Riesenslalom. Bei schwedischen Meisterschaften siegte er dreimal im Parallel-Riesenslalom (2001, 2002, 2004) und zweimal im Parallelslalom (2000, 2004).

## Teilnahmen an Weltmeisterschaften und Olympischen Winterspielen

### Olympische Winterspiele
- 2002 Salt Lake City: 11. Platz Parallel-Riesenslalom
- 2006 Turin: 16. Platz Parallel-Riesenslalom
- 2010 Vancouver: 14. Platz Parallel-Riesenslalom

### Snowboard-Weltmeisterschaften
- 1999 Berchtesgaden: 20. Platz Snowboardcross, 30. Platz Riesenslalom, 31. Platz Parallel-Riesenslalom, 64. Platz Parallelslalom
- 2001 Madonna di Campiglio: 2. Platz Parallelslalom, 4. Platz Parallel-Riesenslalom, 77. Platz Riesenslalom
- 2003 Kreischberg: 11. Platz Parallel-Riesenslalom, 19. Platz Parallelslalom, 22. Platz Snowboardcross
- 2005 Whistler: 10. Platz Parallelslalom, 28. Platz Parallel-Riesenslalom
- 2007 Arosa: 14. Platz Parallel-Riesenslalom, 31. Platz Parallelslalom
- 2009 Gangwon: 14. Platz Parallel-Riesenslalom, 14. Platz Parallelslalom

## Weltcupsiege und Weltcup-Gesamtplatzierungen

### Weltcupsiege
| Nr. | Datum             | Ort             | Disziplin             |
| --- | ----------------- | --------------- | --------------------- |
| 1.  | 30. November 2001 | Ischgl          | Parallelslalom        |
| 2.  | 20. März 2002     | Tandådalen      | Parallel-Riesenslalom |
| 3.  | 9. März 2003      | Serre Chevalier | Parallelslalom        |
| 4.  | 19. März 2006     | Furano          | Parallel-Riesenslalom |

### Weltcup-Gesamtplatzierungen
| Saison    | Gesamt | Gesamt | Snowboardcross | Snowboardcross | Parallel | Parallel | Parallel-Riesenslalom | Parallel-Riesenslalom | Parallelslalom | Parallelslalom | Riesenslalom | Riesenslalom |
| Saison    | Punkte | Platz  | Punkte         | Platz          | Punkte   | Platz    | Punkte                | Platz                 | Punkte         | Platz          | Punkte       | Platz        |
| --------- | ------ | ------ | -------------- | -------------- | -------- | -------- | --------------------- | --------------------- | -------------- | -------------- | ------------ | ------------ |
| 1996/97   | 18     | 127.   | 60             | 75.            | -        | -        | -                     | -                     | -              | -              | -            | -            |
| 1997/98   | 515    | 14.    | 1160           | 2.             | -        | -        | -                     | -                     | -              | -              | -            | -            |
| 1998/99   | 191    | 56.    | 370            | 22.            | -        | -        | -                     | -                     | -              | -              | -            | -            |
| 1999/2000 | 246    | 43.    | 766            | 28.            | 200      | 47.      | 200                   | 47.                   | -              | -              | -            | -            |
| 2000/01   | 623    | 12.    | 285            | 44.            | -        | -        | -                     | -                     | 3550           | 12.            | 1400         | 5.           |
| 2001/02   | -      | -      | 24             | 94.            | 990      | 10.      | 2750                  | 15.                   | 2870           | 4.             | -            | -            |
| 2002/03   | -      | -      | -              | -              | 4900     | 8.       | -                     | -                     | -              | -              | -            | -            |
| 2003/04   | -      | -      | -              | -              | 5586     | 6.       | -                     | -                     | -              | -              | -            | -            |
| 2004/05   | -      | -      | -              | -              | 3660     | 10.      | -                     | -                     | -              | -              | -            | -            |
| 2005/06   | 3436   | 12.    | -              | -              | 3436     | 8.       | -                     | -                     | -              | -              | -            | -            |
| 2006/07   | 1718   | 33.    | -              | -              | 1718     | 19.      | -                     | -                     | -              | -              | -            | -            |
| 2007/08   | 3806   | 12.    | -              | -              | 3806     | 7.       | -                     | -                     | -              | -              | -            | -            |
| 2008/09   | 3080   | 14.    | -              | -              | 3080     | 9        | -                     | -                     | -              | -              | -            | -            |
| 2009/10   | 1074   | 66.    | -              | -              | 1074     | 25.      | -                     | -                     | -              | -              | -            | -            |